# Devětsil
Devětsil (pol. „lepiężnik”) – grupa czeskich artystów awangardowych, założona w 1920 roku w Pradze. W roku 1923 działalność została rozszerzona również na Brno. Grupa zakończyła swoje działanie w Brnie w roku 1927, w Pradze w 1930.
Pierwotna nazwa U.S. Devětsil (Umělecký Svaz Devětsil) zmieniała się kilkukrotnie, aż w roku 1925 ustalono nazwę Svaz moderní kultury Devětsil (Związek kultury nowoczesnej Devětsil).
Z początku artyści reprezentowali nurty sztuki proletariackiej i realizmu magicznego, od roku 1923 zaangażowali się w poetyzm (cz. poetismus – oryginalny czeski nurt, który nie wydostał się poza granice Czechosłowacji, pozytywny, emocjonalny, skupiający się na miłych momentach życia).
Grupa miała znaczący wpływ na życie kulturalne w Czechosłowacji, regularnie wydawała Revue Devětsil (ReD), brnieńska grupa wydawała Pásmo.
W 1922 roku zostały wydane dwa kluczowe zbiory Devětsil i Život.

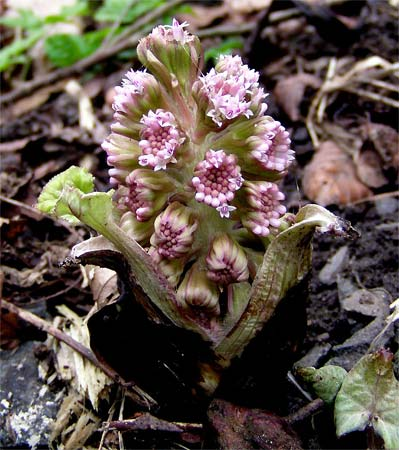
Devětsil to czeska nazwa lepiężnika

## Członkowie

### Założyciele
- Karel Teige
- Jaroslav Seifert
- Vladislav Vančura
- Adolf Hoffmeister

### Ważne osoby
- Karel Teige – teoretyk literatury
- Vítězslav Nezval – poeta
- Jaroslav Seifert – poeta

### Poeci
- Konstantin Biebl
- František Halas
- Jindřich Hořejší
- Jiří Wolker

### Aktorzy
- Jiří Voskovec – wyłączony, za rolę w filmie Pohádka máje, która została uznana przez pozostałych członków za niegodną artysty rewolucyjnego.
- Jan Werich – później zaprzeczał jakoby był członkiem organizacji.

### Muzycy
- Jaroslav Ježek

### Reżyserzy
- Jiří Frejka
- Emil František Burian
- Jindřich Honzl

### Pisarze
- Karel Konrád
- Vladislav Vančura
- Julius Fučík
- Milena Jesenská

### Rzeźbiarze, graficy itp.
- Adolf Hoffmeister
- Otakar Mrkvička
- František Muzika
- Jindřich Štýrský
- Toyen – właśc. Marie Čermínová

### Fotografowie
- Jaroslav Rössler

### Teoretycy, literaturoznawcy
- Jiří Frejka
- Bedřich Václavek